# Jan & Kjeld
Jan & Kjeld var en musikduo bestående af de to brødre Jan og Kjeld Wennick. Duoen havde succes i slutningen af 1950'erne og begyndelsen af 1960’erne, særlig i Tyskland med en række sange i schlager-stilen. Brødrene spillede banjo og sang.

## Karriere
Kjeld Lennart Wennick (født 3. februar 1944 i Gränna i Sverige, død 31. maj 2020) lærte at spille banjo som barn og begyndte i 1954 at spille med sin far. Kjelds lillebror Jan Wennick (født 27. juli 1946 i København) fik senere lov til at være med og lærte også at spille banjo. Da han var venstrehåndet, blev der indkøbt en venstrehåndet banjo til lillebroren. I 1956 stoppede faderen optrædenerne, og i stedet begyndte Jan og Kjeld at optræde alene som en duo. Som Jan & Kjeld vandt de to brødre flere sangkonkurrencer i Danmark, hvilket gav mulighed for at optræde på tv og i radioen. Duoen blev landskendt, da de i 1957 optrådte på dansk fjernsyn ved Danmarks første tv-indsamlingsshow Underholdning for millioner til indsamlingen for flygtninge for Opstanden i Ungarn.
I 1959 fik Jan & Kjeld en kontrakt med pladeselskabet Ariola, der udgav duoens første indspilning "Tiger Rag", der blev et hit i Danmark og i Tyskland, hvor pladen lå på hitlisterne i flere uger. I Danmark blev "Tiger Rag" udsendt på Triola Records som en B-side til en indspilning af den traditionelle "When the Saints Go Marching In. Senere på året kom det egentlig gennembrud med sangen "Banjo Boy", der nåede nr. 1 på den tyske hitparade og gav den unge duo en guldplade og en bronzeløve på Radio Luxembourg. Sangen var skrevet af den østrigske schlager-komponist Charly Niessen og blev også brugt i den østrigske komediefilm Kein Mann zum Heiraten, der blev udsendt i Tyskland og Østrig, hvilket yderligere eksponerede sangen og de to brødre for det tysktalende publikum. På grund af sangens store succes blev Jan & Kjeld primært kendt som "Banjo boys" i Tyskland.
I de følgende år havde duoen flere hits, herunder en coverversion af Ricky Nelsons "Hello Mary Lou", og duoen optrådte i flere spillefilm med musikindslag og spillede regelmæssigt med den tyske kapelmester og bigband-leder Max Greger og dennes orkester. Duoen opnåede en række yderligere hits i Tyskland med bl.a. "Auf meinem alten Banjo" (1963), men i 1964 var karrieren reelt forbi, selvom de fortsatte indspilninger frem til 1966.
I 1970'erne og 1980'erne optrådte Jan & Kjeld med deres gamle hits på nostalgi-shows og duoen udgav i 1976-77 et par dansksprogede singler på det danske marked.
Efter duoen opgav musikkarrieren grundlagde Kjeld Wennick 1983 pladeselskabet Mega Records, der bl.a. signede den svenske popgruppe Ace of Base. I 2001 solgte han pladeselskabet og musikforlaget til Edel Records. Han har efterfølgende været dommer ved en række talentshows på dansk tv.

## Medvirken i film
- 1958: Far til fire og Ulveungerne
- 1959: Kein Mann zum Heiraten
- 1960: Marina
- 1960: Gauner-Serenade
- 1960: O sole mio
- 1960: Wir wollen niemals auseinandergehn
- 1961: Ramona
- 1961: Så går humørraketten (originaltitel: Schlagerparade 1961)
- 1962: Schlagerrevue 1962
- 1963: Komm mit auf den Rummelplatz  (tv-film)

## Discografi

### Album
- 1960: Banjo Boy
- 1961: With a Banjo on My Knee
- 1963: Goldener Löwe für Jan & Kjeld
- 1964: Jan & Kjeld „International“
- 1996: Tingelingeling, My Banjo Sings (CD)
- 1999: The Collection (CD)

### Singler (udvalg)
- 1959: When the Saints Go Marchin’ In / Tiger Rag
- 1959: Banjo-Boy / Mach doch nicht immer soviel Wind
- 1959: Itsy Bitsy Teenie Weenie Honolulu Strand-Bikini / Banjo-Swing
- 1959: Yes Sir, That’s My Baby / Buona Sera
- 1960: Tingelingeling, mein Banjo singt / Penny-Melodie
- 1960: Träumen kann man was man will / Blacky und Johny (Pony-Serenade)
- 1961: Viele bunte Lichter / Hillibilly-Banjo
- 1961: Hello, Mary Lou / Sing, Cowboy, sing
- 1961: Hazel, bleib da / O du lieber Augustin
- 1962: Zwei kleine Italiener / Kommen Sie mal nach Kopenhagen
- 1962: Ginny oh Ginny (Ginny Come Lately) / Der Kaffee kommt direkt aus Brasilien
- 1962: Auf meinem alten Banjo / Tausend schöne Mädchen
- 1963: Lederstrumpf / Piccolina
- 1963: Sugar Boy und Honey Baby / Ich drück’ die Daumen (I’ll Cross My Fingers)
- 1964: No, No, Mady (Bye Bye, Blackbird) / Ich wollt’ ein Mädchen küssen
- 1964: Hallo Dolly (Hallo Molly) / Hilly Billy Banjo
- 1965: Candy-Girl / Stasera No
- 1966: Ein Kuß zum Abschied (Taste of Honey) / Vergiß deine Tränen
- 1966: Schick die andern alle weg / Entscheide dich bald